# Compuestos liberadores de cloro
Los compuestos liberadores de cloro, también conocidos como compuestos a base de cloro, son una familia de sustancias químicas que liberan cloro. Se utilizan ampliamente para desinfectar agua, equipos médicos y superficies, así como para blanquear materiales como telas. La presencia de materia orgánica puede hacerlos menos efectivos como desinfectantes. Vienen en forma de polvo que debe tener contacto con agua antes de su uso.
Los efectos adversos en caso de contacto pueden incluir irritación de la piel y quemaduras químicas en los ojos. También pueden causar corrosión  por lo que es necesario aclarar la zona afectada. Los compuestos específicos de esta familia son el hipoclorito de sodio, monocloramina, halazona, dióxido de cloro y dicloroisocianurato de sodio. Son eficaces contra una amplia variedad de microorganismos, incluidas las esporas bacterianas.
Los compuestos liberadores de cloro comenzaron a utilizarse como agentes blanqueadores alrededor de 1785, y como desinfectantes en 1915. Están en la Lista de Medicamentos Esenciales de la Organización Mundial de la Salud. El costo mayorista en el mundo en desarrollo es de aproximadamente US$0,01–0,02 por 500 mg del tipo cloramina. Se utilizan ampliamente tanto en la industria médica como en la alimentaria.

## Usos
Los compuestos a base de cloro generalmente se manipulan en soluciones acuosas, polvos o tabletas, mezclados con agua antes de su uso. En muchos casos es posible que sea necesario enjuagarlos después de la aplicación para evitar la corrosión de los metales y la degradación de los materiales orgánicos.

### Desinfectantes
Los compuestos a base de cloro son eficaces contra una amplia variedad de microorganismos, incluidas las esporas bacterianas. Están catalogados por la Organización Mundial de la Salud como medicamentos esenciales en cualquier sistema de salud.
La presencia de materia orgánica en el lugar de aplicación puede hacer que estos desinfectantes sean menos efectivos, al consumir estos parte del cloro liberado.

### Agentes blanqueadores
Los blanqueadores a base de cloro se han utilizado desde finales del siglo XVIII para blanquear las prendas de algodón y lino, eliminando ya sea el color natural de la fibra o las manchas de sudor u otros residuos orgánicos. Todavía se emplean en los hogares para lavar ropa y eliminar manchas orgánicas como el moho sobre varios tipos de superficies. El blanqueador actúa de manera diferente dependiendo del nivel de dliución. Las soluciones diluidas producen la descoloración de los tejidos sin producir celulosa. A concentraciones mayores la descoloración es mucho más difícil y en detrimento del material.
Los colores de materiales naturales generalmente surgen de pigmentos orgánicos, como el betacaroteno. Los compuestos a base de cloro actúan rompiendo los enlaces químicos que forman el cromóforo del pigmento. Esto transforma la molécula en una sustancia diferente que no contiene un cromóforo o contiene un cromóforo incapaz de absorber la luz visible.
En el mercado industrial, los blanqueadores a base de cloro se utilizan en una amplia variedad de procesos, incluido el blanqueo de pulpa de madera.

## Seguridad
Los productos que liberan cloro presentan riesgos importantes para la salud. Se estima que en 2002 hubo alrededor de 3.300 accidentes que requirieron tratamiento hospitalario causados por lejía líquida en hogares británicos, y alrededor de 160 debidos al uso de lejía en polvo. La mezcla inadvertida de hipoclorito con amoníaco libera vapores que pueden producir irritación pulmonar y, dependiendo del tiempo de exposición, puede llegar al edema agudo pulmonar.

### Quemaduras químicas
Las soluciones que liberan cloro, como el blanqueador líquido y las soluciones de blanqueador en polvo, pueden quemar la piel al contacto y causar daños oculares, especialmente cuando se utilizan en formas concentradas. Sin embargo, como lo reconoce la NFPA, solo las soluciones que contienen más del 40% de hipoclorito de sodio por peso se consideran oxidantes peligrosos. Las soluciones con concentraciones inferiores al 40% se clasifican como un peligro oxidante moderado (NFPA 430, 2000).

### Liberación de gas cloro
El mezclar un blanqueador de hipoclorito con un ácido puede liberar gas cloro. El cloro es un irritante respiratorio que ataca las membranas mucosas y quema la piel al contacto. Tan sólo 3,5 ppm puede detectarse el cloro en forma de olor, y puede causar la muerte con contacto en el aire por 30 minutos de 430 ppm y luego de breves minutos con 1000 ppm. La OSHA estadounidense ha limitado la exposición al cloro a 0,5 ppm, promedio ponderado en el tiempo de 8 horas y por semana de 38 horas. Debido a preocupaciones de seguridad en el transporte y manipulación, se prefiere el uso de hipoclorito de sodio al gas cloro en el tratamiento del agua potable.

### Reacción con otros productos
Los compuestos liberadores de cloro pueden reaccionar con otros productos químicos domésticos comunes, incluyendo vinagre o el amoníaco y capaces de producir gases tóxicos.
Mezclar un limpiador ácido, incluyendo vinagre, con blanqueador de hipoclorito (cálcico, potásico o sódico) puede provocar que se libere gas cloro tóxico para el humano. El anión hipoclorito y el cloro están en equilibrio en el agua. La posición del equilibrio depende del pH y un pH bajo (ácido) favorece la producción del cloro:
Cl2 + H2O  2H+ + Cl− + ClO−
Un blanqueador de hipoclorito (OCl−) puede reaccionar violentamente con el peróxido de hidrógeno (H2O2) y producir gas oxígeno (O2) como resultado:
H2O2 (ac) + NaOCl (ac) → NaCl (ac) + H2O (l) + O2 (g)
Un estudio de 2008 reportó que el hipoclorito de sodio y los productos químicos orgánicos (por ejemplo, surfactantes y fragancias) contenidos en varios productos de limpieza del hogar pueden reaccionar y generar compuestos orgánicos volátiles (COV) clorados. Estos compuestos clorados se emiten durante las aplicaciones de limpieza, algunos de los cuales resultan ser tóxicos y probablemente carcinógenos para los humanos. El estudio mostró que las concentraciones en el aire interior aumentan significativamente durante el uso de productos que contienen blanqueador, de 8 a 52 veces para el cloroformo y de 1 a 1170 veces para el tetracloruro de carbono, por encima de las cantidades de referencia en el hogar. El aumento de las concentraciones de compuestos orgánicos volátiles clorados fue menor en el caso de la lejía común y mayor en el de productos en forma de "líquido espeso y gel". Los aumentos significativos observados en las concentraciones en el aire interior de varios compuestos volátiles clorados, especialmente tetracloruro de carbono y el cloroformo, indican que el uso de lejía puede ser una fuente que podría ser importante en términos de exposición por inhalación de estos compuestos. Los autores del estudio sugirieron que el uso de estos productos de limpieza puede aumentar significativamente el riesgo de cáncer.
Los hipocloritos presentes en el blanqueador líquido y en el polvo blanqueador pueden reaccionar con el amoníaco para formar diversos productos inorganicos, entre ellos monocloramina (NH
2Cl), dicloramina (NHCl
2) como producto sucesivo y finalmente tricloruro de nitrógeno (NCl
3). Pueden ocurrir reacciones similares con aminas o compuestos relacionados y materiales biológicos (como la orina). El resultado depende de la temperatura, la concentración y cómo se mezclan. Estos compuestos son muy irritantes para los ojos y los pulmones y son tóxicos por encima de ciertas concentraciones. La exposición crónica, por ejemplo, al aire de piscinas donde se utiliza cloro como desinfectante, puede conducir al desarrollo de asma atópica. El tricloruro de nitrógeno también es un explosivo muy sensible.

### Corrosión
Los productos que liberan cloro también pueden provocar corrosión de muchos materiales y el blanqueamiento involuntario de productos coloreados.

### Neutralización
El tiosulfato de sodio es un neutralizador eficaz del cloro. El enjuague con una solución 5 de mg/L, seguida de un lavado con agua y jabón, eliminará el olor a cloro de las manos.

## Compuestos principales
Los compuestos específicos de esta familia incluyen:
- Hipoclorito de sodio, NaOCl. Este compuesto liberador de cloro es el compuesto blanqueador y desinfectante más común. Una solución acuosa diluida (3-6%) en agua, conocida históricamente como Eau de Labarraque o "agua de Labarraque",[30][31][32] se comercializa ampliamente como un producto de limpieza para el hogar, bajo el nombre de "cloro líquido" o simplemente "cloro". Se utilizan soluciones más concentradas para desinfectar el agua potable y como agentes blanqueadores en procesos industriales. Una solución más diluida (hasta 0,5%) se ha utilizado desde 1915 para limpiar y desinfectar heridas, bajo el nombre de solución de Dakin,[30] o solución de Milton.[33]
- Hipoclorito de potasio, KOCl. Fue el primer agente blanqueador a base de cloro, que se comercializó alrededor de 1785 con el nombre de Eau de Javel o "agua de Javel". Ya no se utiliza habitualmente, ya que fue reemplazado por el análogo de sodio, más económico.
- Hipoclorito de calcio, Ca(OCl)
2.[34] Este producto, conocido como "polvo blanqueador" o "cal clorada", se utiliza en muchas de las mismas aplicaciones que el hipoclorito de sodio, pero es más estable y contiene más cloro disponible. Suele comercializarse como un polvo blanco que contiene, además del hipoclorito, también hidróxido de calcio Ca(OH)
2 ("cal") y cloruro de calcio CaCl
2.[35] Una forma más pura y estable de hipoclorito de calcio se denomina hipoclorito de alta resistencia (HTH). También está disponible en pastillas blanqueadoras que contienen hipoclorito de calcio y otros ingredientes para evitar que las pastillas se desmoronen. Una mezcla supuestamente más estable de hipoclorito de calcio y cal viva (óxido de calcio) se conoce como "cloro tropical".[36] El porcentaje de cloro activo en estos materiales varía entre el 20% para el polvo blanqueador y el 70% para el HTH.
- Cloramina, NH
2Cl. Esta sustancia química se utiliza habitualmente como solución acuosa diluida. Se utiliza como alternativa al cloro y al hipoclorito de sodio para la desinfección del agua potable y de las piscinas.[6]
- Cloramina-T, o sal sódica de tosilcloramida, [(H
3C)(C
6H
4)(SO
2)(NHCl)]−
Na+
. Este compuesto sólido está disponible en forma de tabletas o polvo y se utiliza en establecimientos médicos para desinfectar superficies, equipos e instrumentos.[1]
- Dicloroisocianurato de sodio [((ClN)(CO))
2(NCO)]−
Na+
. Este compuesto sólido, disponible en tabletas, se utiliza ampliamente como desinfectante, para esterilizar agua potable, piscinas, vajillas, instalaciones agrícolas y aire; y como desodorante industrial. También se utiliza para blanquear textiles.[1]
- Halazona, o ácido 4-((dicloroamino)sulfonil)benzoico, (HOOC)(C
6H
4)(SO
2)(NCl
2). Este compuesto se utilizó durante un tiempo para desinfectar el agua potable en situaciones de campo, pero en gran medida ha sido reemplazado en ese uso por el dicloroisocianurato de sodio.[1]
- Dióxido de cloro, ClO
2.[37] Se trata de un gas inestable que suele prepararse in situ o almacenarse en forma de soluciones acuosas diluidas. A pesar de estas limitaciones, se utiliza a gran escala para el blanqueo de pulpa de madera, grasas y aceites, celulosa, harina, tejidos, cera estampada, piel y en otras industrias. También se ha utilizado para la cloración del agua del grifo.[38]

## Mecanismo de acción
La actividad y aplicaciones de los compuestos liberadores de cloro son amplias y diversas. Algunos tienen un fuerte carácter oxidante. El cloro se inserta fácilmente en enlaces dobles, incluidos los de anillos aromáticos, creando compuestos orgánicos clorados. Esto explica su acción blanqueadora, ya que muchas sustancias orgánicas coloreadas deben su color a compuestos con tales enlaces.
La alta reactividad del cloro también es responsable de su amplio efecto antimicrobiano, ya que puede destruir o desnaturalizar muchas proteínas y otras sustancias químicas esenciales para el metabolismo de organismos microbianos.

### Cloro libre
La concentración de las soluciones liberadoras de cloro, así como su dosificación en usos como la cloración del agua y la desinfección de piscinas, se expresa habitualmente como concentración másica de "cloro libre" o "cloro disponible". Es la masa de gas cloro (Cl2) que produciría el mismo poder oxidante que el producto contenido en (o aplicado a) una masa o volumen específico del líquido en cuestión. La concentración se puede expresar, por ejemplo, en gramos por litro (g/L), miligramos por litro (mg/L) o partes por millón (ppm). Así, por ejemplo, “15 mg/L de cloro disponible” significa que la cantidad de producto contenida en un litro de líquido tiene el mismo poder oxidante que 15 mg de cloro.
La concentración de los productos comerciales liberadores de cloro puede especificarse, en cambio, como concentración del ingrediente activo, en porcentaje de masa o peso o en gramos por litro. Para determinar el contenido de cloro libre del producto, se deben tener en cuenta las reacciones oxidativas que puede sufrir el ingrediente en la aplicación. Por ejemplo, la etiqueta de un producto blanqueador de uso doméstico puede especificar "5 % de hipoclorito de sodio por peso". Eso significaría que 1 kilogramo del producto contiene 0,05 × 1000 g = 50 g de NaClO.
Una reacción de oxidación típica es la conversión de yoduro I−
 al yodo elemental I
2. Las reacciones relevantes son:
NaClO + 2 H+
 + 2 I−
 → NaCl + H
2O + I
2
Cl
2 + 2 H+
 + 2 I−
 → 2 Cl−
 + H
2O + I
2
Es decir, una "molécula" de NaClO tiene el mismo poder oxidante que una molécula de Cl
2. Sus masas molares son 74,44 g y 70,90 g, respectivamente. Por lo tanto, 1 kilogramo de la solución tiene 1000 × 0,05 × 70,90/74,44 = 47,62 g de "cloro libre".
Para realizar la conversión entre relaciones de masa y masa por volumen, se debe tener en cuenta la densidad del líquido en cuestión. Para el agua clorada, se puede suponer que la densidad es la misma que la del agua pura, alrededor de 1000 g/L (más precisamente, alrededor de 997 g/L a 25 °C). Para soluciones más concentradas, como el blanqueador líquido, la densidad depende de los ingredientes y sus concentraciones, y generalmente se obtiene a partir de tablas. Al diluir un producto, se debe tener en cuenta que el volumen de la solución diluida puede no ser la suma de los volúmenes de producto y agua. Por ejemplo, un ml de blanqueador NaClO al 5,25 % en peso añadido a diez litros de agua producirá una concentración de NaClO de aproximadamente 5,76 mg/L y 5,48 mg/L de cloro libre.

## Historia
En 1774, el químico sueco Carl Scheele comprobó las propiedades blanqueadoras del cloro sobre fibras vegetales. En 1875 Claude Berthollet produjo un blanqueador líquido a base de cloro. Poco después Charles Tennant patentó un polvo blanqueador basado en cloro y cal diluida. Previo a ello se blanqueaban los tejidos de algodón y fibras vegetales con Ácido sulfúrico diluido y exposición al sol. Berthollet también descubrió el hipoclorito de potasio, que se convirtió en el primer producto blanqueador comercial, llamado Eau de Javel ("agua de Javel") en honor al distrito de París donde se producía.
Alrededor de 1820, el químico francés Antoine Germain Labarraque descubrió la capacidad desinfectante de los hipocloritos y popularizó el uso de la solución de hipoclorito de sodio, más barata (conocida como Eau de Labarraque, "agua de Labarraque") en todo el mundo para propósito desinfectante. Su trabajo mejoró enormemente la práctica médica, la salud pública, las condiciones sanitarias en hospitales, mataderos y todas las industrias que tratan con productos animales, décadas antes de que Pasteur y otros establecieran la teoría de los gérmenes como causa de las enfermedades. En particular, condujo a la práctica casi universal de la cloración del agua del grifo para prevenir la propagación de enfermedades como la fiebre tifoidea y el cólera.
En 1915, el químico británico Henry Dakin, que trabajaba en un hospital de campaña en Francia durante la Primera Guerra Mundial, realizó un estudio exhaustivo de compuestos que podrían usarse para desinfectar heridas y prevenir la sepsis. Descubrió que la cloramina era óptima, pero optó por una solución diluida de hipoclorito de sodio (que todavía hoy se utiliza con el nombre de "solución de Dakin") por razones de coste y disponibilidad.